# Миров (Немачка)
Миров (њем. Mirow) град је у њемачкој савезној држави Мекленбург-Западна Померанија. Једно је од 53 општинска средишта округа Мекленбург-Штрелиц. Према процјени из 2010. у граду је живјело 3.499 становника. Посједује регионалну шифру (AGS) 13055044.

## Географски и демографски подаци
Миров се налази у савезној држави Мекленбург-Западна Померанија у округу Мекленбург-Штрелиц. Град се налази на надморској висини од 63 метра. Површина општине износи 84,1 km². У самом граду је, према процјени из 2010. године, живјело 3.499 становника. Просјечна густина становништва износи 42 становника/km².